# النظام الكارولنجي لسك العملات

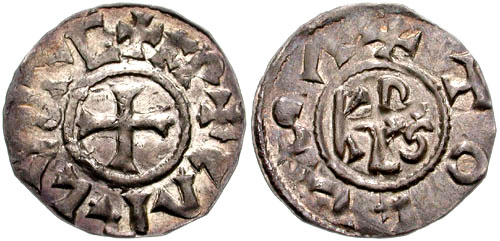
بنس كارولنجي

النظام الكارولنجي لسك العملات هو هيكل نقدي أدخله الملك شارلمان ملك الفرنجة في أواخر القرن الثامن كجزء من إصلاح كبير للعملة، سيطرت آثاره لاحقًا على بريطانيا ومعظم أرجاء أوروبا لعدة قرون. تميز النظام الكارولنجي لسك العملات بوجود ثلاث فئات نقدية بنسبة 240:12:1، تحمل وحداتها أسماء مختلفة في اللغات المختلفة، ولكنها تتوافق مع المصطلحات اللاتينية ليبرا (جنيه)، وسوليدوس (شلن)، وديناريوس (بنس)، على التوالي.
كان إصلاح العملة الذي أجراه الإمبراطور شارلمان حوالي عامي 793-794 ذا أهمية حاسمة للأنظمة النقدية في العصور الوسطى فيما أصبح يُعرف بالإمبراطورية الرومانية المقدسة، وقد أثر بشكل عام على أنظمة سك العملات الأوروبية لعدة قرون. ولأن الذهب لم يكن من الممكن الحصول عليه إلا من خلال التجارة بعيدة المدى، بينما كان هناك في المقابل كمًّا لا بأس به من رواسب الفضة في أوروبا شمال جبال الألب، فقد أدخل شارلمان عملة فضية خالصة، وكان هذا الجنيه الكارولنجي يزن حوالي 408 غرامًا، ومقسمًا إلى 240 وحدة أساسية تُعرف كل منها باسم «البفنغ» أو «البنس». وسرعان ما أصبح البفنغ، وما يقابله في البلدان الأخرى، هو أهم عملة معدنية في العصور الوسطى. كان البفند أو الجنيه شائع الاستخدام بالفعل كوحدة وزن، ثُم أصبح ضمن هذا النظام يُستخدم أيضًا كوحدة نقدية، على حين لم يُسك الشلن في البداية مثل البفند، وظل لمدة طويلة يُستُخدم فقط كوحدة حسابية تساوي قيمتها 12 بفنغ.

## التاريخ والتوزيع

### في العصور القديمة
اعتمد نظام سكّ العملات في الإمبراطورية الرومانية القديمة في الأصل على عملة الآس النحاسية (التي صُنعت لاحقًا من البرونز)، ومضاعفاتها مثل الديناريوس الذي كان يُساوي 10 آس، والكيناريوس الذي كان يُساوي 5 آس، والسسترتيوس الذي كان يُساوي 2.5 آس، إلخ. وهكذا، كانت عملة الديناريوس الفضية شائعة الاستخدام لفترة من الزمن، بينما اعتمد النظام المحاسبي الروماني على استخدام السسترتيوس. طرأت تغييرات عديدة على نظام سكّ العملات خلال القرون الأخيرة من عمر الإمبراطورية الرومانية، مثل تلك التي حدثت على يد أغسطس عام 24 ميلاديًا، ثُم على يد كركلا في عام 215 ميلاديًا، ثُم أوريليان عام 274 ميلاديًا، ودقلديانوس عام 293 ميلاديًا، وقسطنطين العظيم عام 312 ميلاديًا، إلخ). أدخل الإمبراطور دقلديانوس عملة السوليدوس الذهبية، بنظامها الذي ينص على أن قيمة السوليدوس الواحد تُساوي قيمة 10 أرجنتي، وبالتالي؛ تساوي قيمة 40 نومي، ومن ثم تُساوي قيمة 200 راديات، وتُساوي قيمة 500 لوريت، كما تُساوي قيمة 1000 ديناريوس. ثُم أدخل الإمبراطور قسطنطين بعد ذلك عملة سوليدوس معدلة تساوي قيمتها 72 سوليديًا أو رطلًا واحدًا من الذهب الخالص، وأصبحت قيمة السوليدوس الواحد تُساوي قيمة 2 سكريبول، أي تُساوي قيمة 3.3 تريميس، وتُساوي قيمة 4 سيميسيس، وتُساوي قيمة 18 مليونيرنس، وتُساوي قيمة 24 سيليكا. أدى إدخال عملات جديدة عديدة وإحداث تغييرات في قيمتها إلى خلط العملات المختلفة وأنظمة الوزن والقياس المرتبطة بها المتداولة في أواخر عهد الإمبراطورية الرومانية والقرون اللاحقة (عصر الهجرات).

### إصلاحات شارلمان
شرع بيبان الأصغر، مؤسس الدولة الكارولنجية ووالد شارلمان في إصلاح أنظمة سك العملات التي كانت مُستخدمة في أرجاء الإمبراطورية الرومانية القديمة، من خلال إغلاق دور سك العملات التابعة لكبار أقطاب الإمبراطورية ورجال الدين، كما جعل حقوق سك العملة امتيازًا ملكيًا حصريًا. ومع ذلك، كان الجنيه الإمبراطوري لا يزال يساوي 22 شلنًا، حيث كان الشلنان الإضافيان يذهبان إلى دار سك العملة والخزانة الإمبراطورية، تاركين 20 شلنًا للتداول. وبعد أن تولى شارلمان السلطة لاحقًا قرر أن يضع حدًا لفوضى العملات من خلال إدخال نظام موحد جديد كان هو الأوسع نطاقًا والأطول عمرًا من بين جميع إصلاحات أنظمة العملة، ولكنه كان جزءًا من نظام موحد أوسع بكثير يهدف إلى جعل الإمبراطورية أكثر قابلية للحكم. عندئذ عرّف الجنيه الكارولنجي كوحدة وزن جديدة، أكبر بكثير من الجنيه الروماني القديم الذي كان يزن 328.9 غرامًا. ثم قدم شارلمان عملة فضية جديدة أطلق عليها اسم الديناريوس، وقد قسمت إلى 240 شلنًا تشكل رطلًا واحدًا من الفضة الخالصة. وبالتالي، كان الديناريوس أو الدنييه يحتوي على 1.7 غرامًا من الفضة. ولتسهيل المعاملات والحسابات النقدية، قدم شارلمان أيضًا وحدة حسابية، وهي السوليدوس، بحيث تُساوي قيمة السوليدوس الواحد 12 ديناريوس. وهكذا بدأ نظام المحاسبة الثلاثي المميز.

### الفترة الأولى
بدءًا من عام 771 ميلاديًا، طُبِّق نظام سكّ جديد في جميع أنحاء الإمبراطورية الفرنجية الكارولنجية، والتي امتدت آنذاك عبر فرنسا الحديثة، ودول البنلوكس، ومعظم ألمانيا وإيطاليا. تميزت معظم عملات الديناريوس المتداولة في تلك الفترة بتصميم موحد، حيث نُقش على أحد وجهيها اسم الإمبراطور شارلمان، أما الوجه الآخر، فقد كُتب عليه موقع دار السك،

### الفترة الثانية
استُخدم الجنيه الكارولنجي حوالي عامي 793 أو 794 كأساس لنظام الأوزان والعملات في الإمبراطورية الرومانية. كان الإمبراطور شارلمان قد ألغى في مرحلة ما نظام الـ 22 شلنًا القديم، وأصبحت الخزانة ومديرو دار السك يحصلون على المال من دافعي الضرائب. وبالتالي؛ أصبح الجنيه الكارولنجي الواحد يُقسم إلى 20 شلنًا، قيمة كل منها 12 ديناريوس. وفي عام ٧٩٤، صدر مرسوم إمبراطوري يقضي باستعمال وقبول عملات الديناريوس الجديدة في جميع أنحاء الإمبراطورية الرومانية؛ وهي عُملات كانت تُصنع من الفضة الخالصة، وتحمل اسم شارلمان. وقد كُتب على أحد وجهيها عبارة «تشارلمان ملك الفرنجة»، وعلى الوجه الآخر، كما كان الحال سابقًا، كان يُكتب مكان دار السك، فقد كان هناك حوالي ستين دار سك تنتشر في أرجاء الإمبراطورية الرومانية.

### الفترة الثالثة

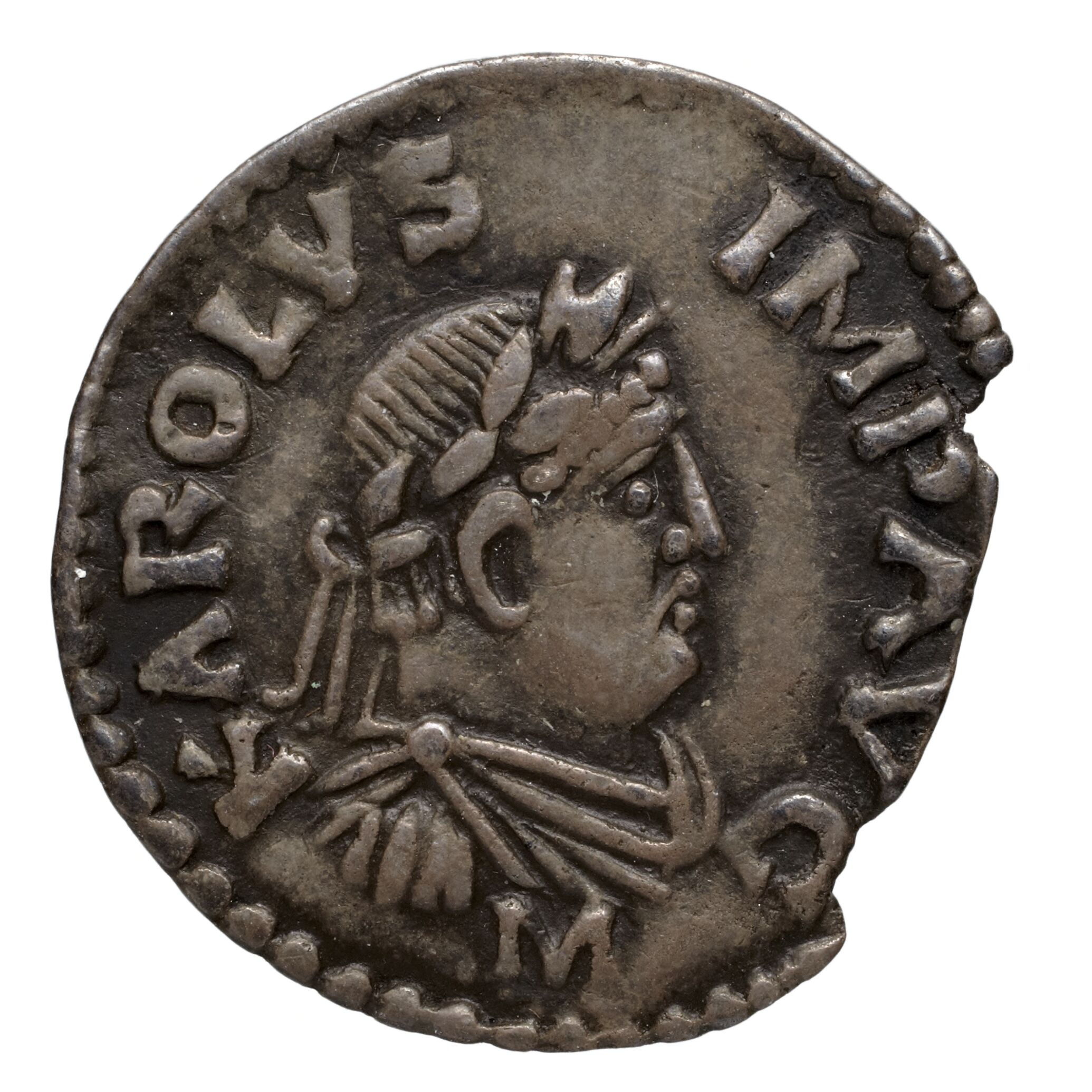
ديناريوس شارلمان,

ظلت عُملات الديناريوس تحمل لقب شارلمان القديم باعتباره ملكًا للفرنجة، حتى بعد تتويجه إمبراطورًا للإمبراطورية الرومانية المقدسة بأكملها في عام 800، فيما عدا عدد قليل من العملات الخاصة التي حملت نقشًا لتمثال شارلمان النصفي، والتي كُتب على أحد وجهيها عبارة «شارلمان الإمبراطور أوغسطس». في هذه الأثناء، ظل الجنيه والشلن مجرد وحدات وزن أو محاسبة، ولم يُصدرا كعملات معدنية. وعلى الرغم من ظهور بعض العملات الذهبية في عهد لويس الورع، فقد ظلّ الديناريوس أهم عملة معدنية في العصور الوسطى.

### التوزيع
أخذ نظام العملات الجديد يتوسع وينتشر أيضًا في الدول المجاورة. في نهاية القرن الثامن الميلادي، فقد أدخل الملك أوفا ملك ميرسيا النظام إلى الجزر البريطانية لتسهيل المعاملات مع الكنيسة الكاثوليكية، مثل دفع الضريبة التي كانت تُعرف باسم صدقات القديس بطرس أو بنس بطرس، ولكن أُعيدت تسمية الديناريوس باسم «البنس». في إنجلترا، مع ذلك، فقد واجه نظام العملة الجديد منافسة طويلة من نظام سك العملات الخاص بالفايكنج، والذي أُدخل إلى منطقة الدانلو وكان قائمًا على التسوية بالمارك. ورغم أن نظام الجنيه الإسترليني قد نجح في نهاية المطاف في الهيمنة على إنجلترا، إلا أن نظام المارك استمر في الاستخدام في منطقة بحر الشمال والمناطق ذات النفوذ الهانسي طيلة معظم العصور الوسطى.
سيطر النظام الجديد المكون من ثلاثة أجزاء على معظم أنحاء أوروبا. ففي فرنسا، عُرفت الوحدات الثلاث بالليفر والسوس والدينير، وفي إيطاليا عُرفت بالليرة والسولدو والدينار، وفي ألمانيا عُرفت بالفوند والشلنغ والفنغ، وفي الأراضي المنخفضة عُرفت بالبوند والشلنغ والبنس، وفي إنجلترا عُرفت بالجنيه الإسترليني والشلن والبنس، حيث كانت كلمة «باوند» الإنجليزية، والتي تعني جنيه، مشتقة في الأساس من الكلمة اللاتينية libra pondo، والتي تعني «وزن الباوند». وفي شبه الجزيرة الأيبيرية، أدخلت مملكة أراغون النظام الكارولنجي، فأصبحت العملات الثلاث تُعرف في اللغة الكاتالونية بأسماء الليورا والسو والدينر، على حين احتفظت ممالك البرتغال وقشتالة (ثم إسبانيا لاحقًا) بنظام سك العملات الموروث من العصر الإسلامي في الأندلس، حيث كانت العملة السائدة هي المرابطي بمضاعفاتها وتقسيماتها الفرعية المختلفة. أما في الإمبراطورية الرومانية المقدسة، فقد استُبدل اسم ديناريوس أو دينار باسم الفنغ خلال القرن العاشر الميلادي.

### التطورات اللاحقة
في أوائل العصور الوسطى، كان الديناريوس وحده هو الذي يُسك ويُصدر للتداول كعملة فعلية، بينما كانت الليبرا والصوليدوس وحدات حسابية بحتة. ولأن العملات كانت في البداية تعتمد فقط على معيار الفضة، فقد كان نظام سك العملات نظامًا أحادي المعدن، حيث كان يحافظ على محتوى الفضة في الديناريوس باستمرار، فكان من الممكن حساب أي مبلغ من المال عن طريق عد العملات المعدنية بدلاً من وزن الفضة أو الذهب. إلى أن تسبب الاستنزاف التدريجي لمناجم الفضة الأوروبية خلال القرن الحادي عشر الميلادي في تناقص معدن الفضة وصعوبة الحفاظ على قيمة العملة. ثم أدى ذلك التدهور المستمر في قيمة العملات، ابتداءً من القرن الثالث عشر الميلادي، إلى سك عملات أكبر حجمًا. كما أدى ذلك إلى شيوع ذكر أصل العملة في العقود والحسابات. على سبيل المثال، احتوت عملة الدينير الباريسي المسكوكة في باريس على فضة نقية أكثر من عملة الدينير التورنويس المسكوكة في تور. وتعرضت وحدة وزن الجنيه الإسترليني والجنيه الإسترليني، التي تحققت في عهد شارلمان، للتقويض بشكل متزايد، مما أدى إلى تباين القيمة الحقيقية للعملة وقيمتها الإسمية. وقد جاء ذلك في أعقاب اكتشاف قانون كريشام الذي كان ينص على أن «العملة الرديئة تحل محل العملة الجيدة. وأصبحت عملة الفنغ أخف وزنًا كنتيجة لعمليات صهر العملات الأثقل للحصول على محتواها الأكبر من الفضة، ومع إصدار دور سك العملة للعملات الأخف وزنًا لزيادة أرباحها. استمر الاعتقاد السائد بأن قيمة 240 بفنغ تُعادل قيمة جنيها واحدا (رطلًا من الفضة) حتى أوائل العصر الحديث، ولكن في الحقيقة كان وزنها أقل بكثير. وقد تأثرت عملات أخرى مثل المارك بنفس المشكلة، إذ كانت قيمته نظريًا تُعادل قيمة 120 بفنغ، لكن وبسبب انخفاض وزن المارك، فقد اصبحت قيمته في النهاية تُعادل 160 بفنغ. بالإضافة إلى الوزن، خُفِّض محتوى الفضة في العملات المعدنية عمدًا، لدرجة أن البفنغ المسكوك في دوقية النمسا في أواخر القرن الخامس عشر قد اشتهر بالاسم الشائع «شيندرلينغز»، والذي يعني «السياط الصغار»، وهو مصطلح مهين. ولتسهيل المعاملات الكبيرة، بدأ سك العملات الذهبية في أوروبا الغربية في نفس الفترة تقريبًا، بدءًا من الجمهوريات الإيطالية في منتصف القرن الثالث عشر، حيث بدأ سك عملات مثل الفلورين والدوكات، وفي ممالك أخرى في القرن الرابع عشر بدأ سك عملات مثل الإيكو في فرنسا، والنوبل في إنجلترا. وعادةً ما كانت العملات الذهبية تُمثل مبالغ اسمية أكبر، ولكنها أدخلت أيضًا نظامًا ثنائي المعدن للعملة يعتمد على قيمتي معدنين ثمينين. كان الفرنك الفرنسي، الذي طُرح عام ١٣٦٠، هو أول عملة تُعادل في قيمتها تمامًا جنيهًا إسترلينيًا واحدًا. أما الجنيه الذهبي، والذي سُك لأول مرة عام ١٤٨٩، فكان أول عملة إنجليزية تعادل قيمتها جنيه إسترليني واحد.

## النظام العشري
بعد التخلي عن نظام العملة العشري للإمبراطورية الرومانية لفترة طويلة لصالح الأنظمة الكارولنجية لسك العملات، بدأت أوروبا بالعودة إلى العملات العشرية في القرن الثامن عشر.

### في القرن الثامن عشر
كانت روسيا هي أول دولة استخدمت عملة عشرية في عهد القيصر بطرس الأكبر عام ١٧٠٤، حيث كانت قيمة الروبل الواحد تُعادل ١٠٠ كوبيك. وهكذا أصبح الروبل أول عملة عشرية في العالم منذ العصر الروماني. ومع ذلك، ظلت العملات غير العشرية من فئة ٣ كوبيك و١٥ كوبيك متداولة في روسيا، ثم في الاتحاد السوفيتي لاحقًا، حتى تسعينيات القرن العشرين. ثُم أدخلت فرنسا عملات الفرنك والسنتيم عام ١٧٩٥ لتحل محل عملات الجنيه والشلن والبنس التي أُلغيت خلال الثورة الفرنسية، كما أدخلت فرنسا النظام العشري إلى عدد من الدول التي غزتها خلال العصر النابليوني.

### في القرن التاسع عشر
تحوّلت المزيد من الدول بحلول القرن التاسع عشر إلى استخدام عملات عشرية، وكانت هولندا من أوائل هذه الدول عندما تحول الغيلدر الهولندي إلى النظام العشري عام ١٨١٧. حتى ذلك الحين، كانت قيمة الغيلدر الواحد تُعادل قيمة ٢٠ ستويفر، أي ما يُعادل ١٦٠ دويت أي ما يُعادل ٣٢٠ بنينغن. وقد أُلغيت جميع هذه العملات المعدنية وحل محلها السنت بحيث أصبح الغيلدر الواحد يساوي ١٠٠ سنت. سُحبت آخر العملات المعدنية التي سبقت النظام العشري من التداول في هولندا عام ١٨٤٨. كذلك أدخلت السويد النظام العشري في عام ١٨٥٥، وأصبح الريكسدالر الواحد يُقسّم إلى ١٠٠ أوريه، ثُم أُعيدت تسمية الريكسدالر، وتحول إلى الكرونة عام ١٨٧٣. وفي عام ١٨٥٧، أدخلت الإمبراطورية النمساوية نظام العملات العشرية على الفلورين النمساوي-المجري بالتزامن مع انتقالها من نظام الكونفنشنز تالر إلى نظام الفيرنز تالر. أما إسبانيا فقد أدخلت النظام العشري مع التحول إلى استخدام عملة البيزيتا في عام ١٨٦٨، لتحل محل جميع العملات السابقة.

### في القرن العشرون
استمر إدخال نظام العملات العشرية إلى المزيد من الدول خلال القرن العشرين، فأدخلت قبرص على سبيل المثال النظام العشري على الجنيه القبرصي في عام ١٩٥٥، والذي كان يتألف من ١٠٠٠ مل قبل أن يُستبدل بالجنيه القبرصي الذي يتألف من ١٠٠ سنت. كذلك قامت المملكة المتحدة وأيرلندا بتحويل الجنيه الإسترليني والجنيه الأيرلندي إلى النظام العشري، على التوالي، عام ١٩٧١. ثُم تبعتهم مالطا، والتي قامت بتحويل الليرة المالطية إلى النظام العشري عام ١٩٧٢. وكانت نيجيريا هي آخر دولة في العالم تتخلى عن النظام الكارولنجي، وتتحول إلى استخدام العملات العشرية عندما استبدلت الجنيه النيجيري بالنيرة النيجيرية في عام ١٩٧٣.